# 日本の道100選

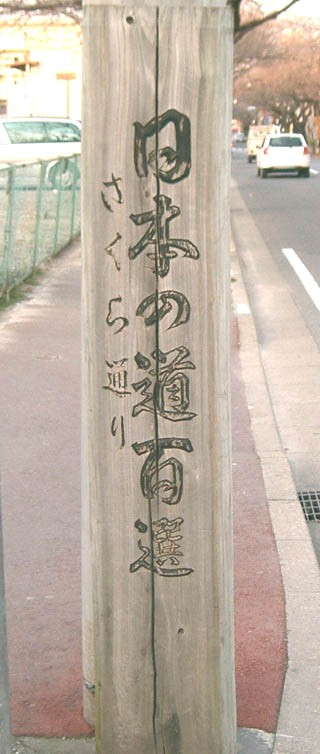
日本の道100選

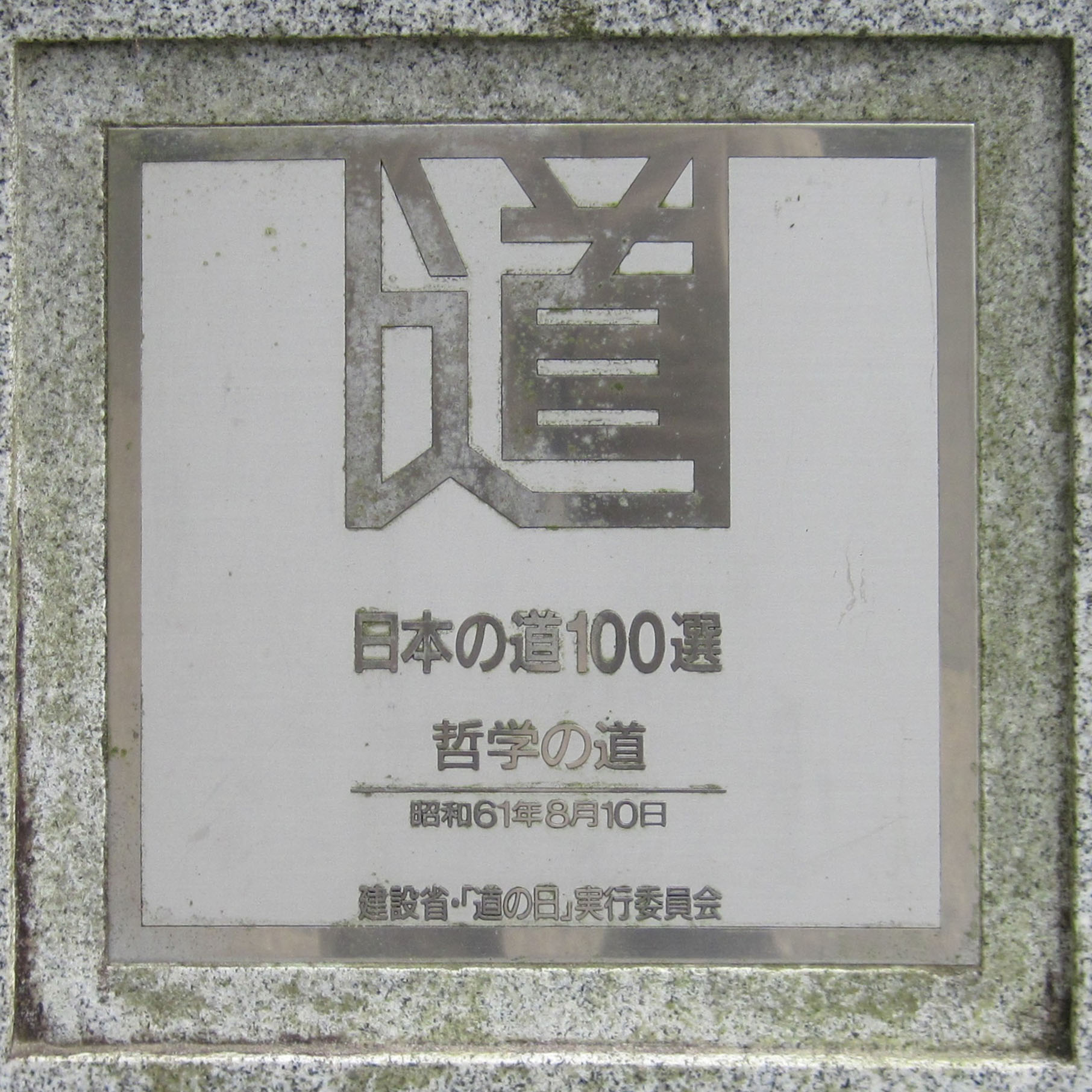
日本の道100選の顕彰プレート、京都・哲学の道

日本の道100選（にほんのみちひゃくせん）は、道の日の制定を記念して、1986年度および1987年度に、建設省と「道の日」実行委員会により制定された、日本の特色ある優れた道路104本である。

## 概要
1986年度（昭和61年度）に歴史性および親愛性を基準に53本、1987年度（昭和62年度）に美観性および機動性を基準に51本の道路が選定された。日本の道100選の選定基準は、文化庁が選定した「歴史の道百選」や、国土交通省が選定した「歴史国道」とは異なり、必ずしも歴史や文化的価値にこだわっておらず、地域の人々にどれだけ親しまれた道路であるかが最大の選定基準となっている。そこに、景観に優ることや周辺環境と調和することも選定基準の一つとなっているところから、その地域のシンボルロードであることが多い。
選定にあたっては、各年度、各都道府県がそれぞれ3本の道路を推薦し、その中から「道の日」実行委員会および有識者からなる「道の日」選定委員会によって行われた。選定委員には、渡辺文雄（俳優）、斎藤茂太（旅行作家協会会長）、生内玲子（評論家）、尾之内由紀夫（「道の日」実行委員会会長）、北村廣太郎（建設省都市局長）、鈴木道雄（建設省道路局長）で組織された。
選定された道路は、各年の「道の日」に建設大臣から顕彰されるとともに、亀倉雄策がデザインした顕彰プレートが交付された。

## 一覧
1. 札幌大通（北海道札幌市） - 札幌の道路公園（昭和62年度選定）
2. 大三坂通（北海道函館市） - 函館のエキゾチックな坂道（昭和62年度選定）
3. 赤松並木（北海道七飯町） - 赤松並木の道（昭和61年度選定）
4. 二十間道路（北海道新ひだか町） - 二十間道路桜並木（昭和61年度選定）
5. こみせ（青森県黒石市） - 「こみせ」の町並み（昭和62年度選定）
6. 官庁街通り（青森県十和田市） - 桜と赤松並木のコミュニケーションロード（昭和61年度選定）
7. 一関市道金沢線・岩が崎線（岩手県一関市） - 芭蕉行脚の道（昭和61年度選定）
8. 寺町通り（岩手県盛岡市） - 現代と調和する歴史的道（昭和62年度選定）
9. 定禅寺通り（宮城県仙台市） - 杜の都のケヤキ並木（昭和62年度選定）
10. 仙台西道路（宮城県仙台市） - 都市近郊型幹線道路（昭和62年度選定）
11. 七ヶ宿街道（宮城県白石市） - 奥羽一三藩参勤交代の道（昭和61年度選定）
12. 広小路（秋田県秋田市） - やすらぎのシンボル道路（昭和62年度選定）
13. 武家屋敷通り（秋田県仙北市） - みちのくの小京都（昭和61年度選定）
14. ひな市通り（山形県河北町） - ひな市でしのぶ往時の賑わい（昭和61年度選定）
15. 月山花笠ライン（山形県西川町ほか） - 山形を代表する景勝道路（昭和62年度選定）
16. 磐梯吾妻スカイライン（福島県福島市） - 吾妻八景を望む道（昭和62年度選定）
17. 旧奥州街道（福島県二本松市） - 霞ケ城と菊人形の道（昭和61年度選定）
18. 学園東大通り（茨城県つくば市） - 筑波研究学園都市の大動脈（昭和61年度選定）
19. つくば道（茨城県つくば市） - 筑波山への信仰の道（昭和62年度選定）
20. いろは坂（栃木県日光市） - 四十八のカーブ（昭和62年度選定）
21. 日光街道・例幣使街道・会津西街道（栃木県日光市） - 日光杉並木（昭和61年度選定）
22. 旧中山道（群馬県安中市） - 「江戸」の情調、碓氷峠（昭和61年度選定）
23. ハナミズキ通り（群馬県大泉町） - 工業都市の自然と緑の散歩道（昭和62年度選定）
24. 日光街道（埼玉県草加市） - 松並木の遊歩道（昭和62年度選定）
25. 国道140号（埼玉県秩父市） - 秩父往還道（昭和61年度選定）
26. 房総フラワーライン（千葉県館山市） - 四季の草花とマラソンの道（昭和61年度選定）
27. 常盤平さくら通り（千葉県松戸市） - 桜花のトンネル通り（昭和62年度選定）
28. 内堀通り（東京都千代田区） - 城郭と高層ビルの道（昭和61年度選定）
29. 中央通り（東京都中央区） - 明治近代化のシンボル・銀座の道（昭和61年度選定）
30. 新宿副都心街路（東京都新宿区） - 首都東京の新しい顔（昭和62年度選定）
31. 湾岸道路（東京都江東区ほか） - 「未来」を走る虹の道（昭和62年度選定）
32. 山下公園通り・山手本通り（神奈川県横浜市） - 港町ヨコハマのエキゾチックな道（昭和62年度選定）
33. 若宮大路（神奈川県鎌倉市） - 鎌倉幕府の遺跡（昭和61年度選定）
34. 甲州街道（山梨県北杜市） - 宿場街・台ヶ原宿のたたずまい（昭和61年度選定）
35. 富士スバルライン・河口湖大橋（山梨県富士河口湖町ほか） - 雄大な富士の道（昭和62年度選定）
36. 並木通り（長野県飯田市） - リンゴの実が輝く道（昭和61年度選定）
37. 北国街道（長野県東御市） - 歴史かおる街・海野宿（昭和61年度選定）
38. 白馬山麓線（長野県白馬村） - 「白馬連峰」の山岳美を望む道（昭和62年度選定）
39. 国道148号（新潟県糸魚川市） - 豪雪・雪崩地帯を貫く道（昭和62年度選定）
40. 天険親不知線（新潟県糸魚川市） - 親不知・子不知の道（昭和61年度選定）
41. 八尾町道諏訪町本通り線[注釈 1]（富山県富山市） - 雪流しの道（昭和61年度選定）
42. 国道304号（富山県南砺市） - 五箇山トンネル（昭和62年度選定）
43. 百間堀通り・百万石通り（石川県金沢市） - 兼六園を取り巻く道（昭和61年度選定）
44. 能登有料道路[注釈 2]（石川県穴水町・金沢市ほか） - 日本海を望む風光明媚な快適路（昭和62年度選定）
45. 板取街道（岐阜県関市）（別名：アジサイロード） - フラワーロード（昭和61年度選定）
46. 木曽三川パークウェイ（岐阜県海津市） - 木曽三川を渡る三橋（昭和62年度選定）
47. 富士山スカイライン（静岡県富士宮市ほか） - 大自然を貫く道（昭和62年度選定）
48. 天城路（静岡県河津町ほか） - 自然と文学の道（昭和61年度選定）
49. 久屋大通（愛知県名古屋市） - 名古屋のシンボルロード（昭和61年度選定）
50. 渥美サイクリングロード（愛知県田原市ほか） - 史跡と伝説の中のサイクリングロード（昭和62年度選定）
51. 旧東海道（三重県亀山市） - 東海道の宿場町・関宿（昭和61年度選定）
52. 国道260号賢島〜長島線（三重県賢島 - 長島）（三重県志摩市・英虞湾周回 - 紀北町） - 「真珠の海」を一望する道（昭和62年度選定）
53. 中宮平泉寺参道（福井県勝山市） - 中宮平泉寺参道（昭和61年度選定）
54. 三方五湖周遊道路（福井県若狭町） - 五色の湖をめぐる道（昭和62年度選定）
55. 唐橋（滋賀県大津市） - 歴史をきざむ日本の名橋（昭和61年度選定）
56. 琵琶湖岸道路（滋賀県草津市ほか） - さざなみきらめく湖周の道（昭和62年度選定）
57. 哲学の道（京都府京都市） - 哲学の道（昭和61年度選定）
58. 天の橋立線（京都府宮津市） - 名勝天橋立の道（昭和62年度選定）
59. 御堂筋（大阪府大阪市） - 緑と散策の大通り（昭和62年度選定）
60. フェニックス通り（大阪府堺市） - 不死鳥の道（昭和61年度選定）
61. 寺内町（大阪府富田林市） - 近世の自治都市（昭和61年度選定）
62. 大手前通り（兵庫県姫路市） - 城下町のシンボルロード（昭和61年度選定）
63. 橘通り（兵庫県尼崎市） - 愛される都市の顔（昭和62年度選定）
64. 神戸淡路鳴門自動車道（兵庫県南あわじ市） - 景勝・渦潮を越えて 大鳴門橋（昭和62年度選定）
65. 暗越奈良街道（奈良県奈良市ほか） - 平城京の道（昭和61年度選定）
66. 畝傍御陵前停車場四条線・橿原神宮公苑線（奈良県橿原市） - 畝傍山山麓の市民の集いの場（昭和62年度選定）
67. 高野山道路（和歌山県高野町ほか） - 霊場高野山への道（昭和62年度選定）
68. 那智勝浦町大門坂線（和歌山県那智勝浦町） - 熊野参詣道大門坂の杉並木（昭和61年度選定）
69. 若桜街道・本通り（鳥取県鳥取市） - しゃんしゃん傘踊りの道（昭和61年度選定）
70. 大山道路（鳥取県大山町） - 大山探勝のメインルート（昭和62年度選定）
71. 塩見縄手（島根県松江市） - 塩見家栄進の記念道（昭和61年度選定）
72. みゆきの道（島根県出雲市） - みゆきの道（昭和62年度選定）
73. 高梁市道本町楢井線・下町薬師院線（岡山県高梁市） - 紺屋川を挟む道（昭和62年度選定）
74. 吉備路自転車道（岡山県岡山市ほか） - 史跡を走るサイクリングロード（昭和61年度選定）
75. 平和大通り（広島県広島市） - 平和への道（昭和61年度選定）
76. 美術館通り（広島県呉市） - 芸術と歴史の道（昭和62年度選定）
77. パークロード（山口県山口市） - 文化ゾーンを貫く道（昭和62年度選定）
78. 菊屋横丁（山口県萩市） - 萩藩御用達の商家通り（昭和61年度選定）
79. 吉野川バイパス（徳島県徳島市） - 地域開発の主役道路（昭和62年度選定）
80. うだつの町並み（徳島県美馬市） - 「うだつ」土蔵造りの町並み（昭和61年度選定）
81. 中央通り（香川県高松市） - 高松市のシンボルゾーン（昭和61年度選定）
82. ブルーライン（香川県小豆島町） - 小豆島・寒霞渓へ向かう道（昭和62年度選定）
83. 八日市道路（愛媛県内子町） - 旅情をかきたてる「市」の道（昭和61年度選定）
84. 南レク街路（愛媛県宇和島市） - リゾート地へのアクセス道路（昭和62年度選定）
85. 追手筋（高知県高知市） - 「市」と祭りの道（昭和61年度選定）
86. 足摺サニーロード（高知県土佐清水市ほか） - 黒潮の道（昭和62年度選定）
87. 国道197号（高知県檮原町ほか） - 土佐勤王の志士脱藩の道（昭和61年度選定）
88. 東西軸トランジットモール（福岡県福岡市） - 官庁街・オフィス街を走るモール（昭和62年度選定）
89. 槻田あおぞら通り（福岡県北九州市） - 地域住民に守られるコミュニティ道路（昭和61年度選定）
90. 水辺の散歩道（福岡県柳川市） - 水辺の散歩道（昭和61年度選定）
91. 県道虹の松原線（佐賀県唐津市ほか） - 歴史ロマンの虹のトンネル（昭和62年度選定）
92. 県道大木有田線（佐賀県有田町） - 陶磁の道（昭和61年度選定）
93. オランダ坂（長崎県長崎市） - 異国情緒を伝える石畳（昭和61年度選定）
94. 国道384号（長崎県五島市ほか） - 五島を支える循環道路（昭和62年度選定）
95. 大津街道（熊本県菊陽町ほか） - 歴史を語る杉並木（昭和61年度選定）
96. 天草パールライン（熊本県上天草市ほか） - 明日に架ける天草五橋（昭和62年度選定）
97. 佐伯市道山際線（大分県佐伯市） - 歴史と文学のみち（昭和61年度選定）
98. 北滝ロマン道路（大分県竹田市） - 阿蘇を眺望する高原の道（昭和62年度選定）
99. 日南フェニックスロード（宮崎県宮崎市） - ハネムーン街道（昭和61年度選定）
100. 橘公園通り（宮崎県宮崎市） - フェニックスの並木道（昭和62年度選定）
101. 武家屋敷通り（鹿児島県南九州市） - 一新された武家屋敷通り（昭和61年度選定）
102. 国道223号（鹿児島県霧島市） - 神域霧島の観光道路（昭和62年度選定）
103. 那覇市道金城2号（沖縄県那覇市） - 古都首里の石畳道（昭和62年度選定）
104. 県道黒島港線（沖縄県竹富町黒島） - 南海の島の景観道（昭和61年度選定）

（出典：『日本の道100選』〈新版〉2002年、ぎょうせい）

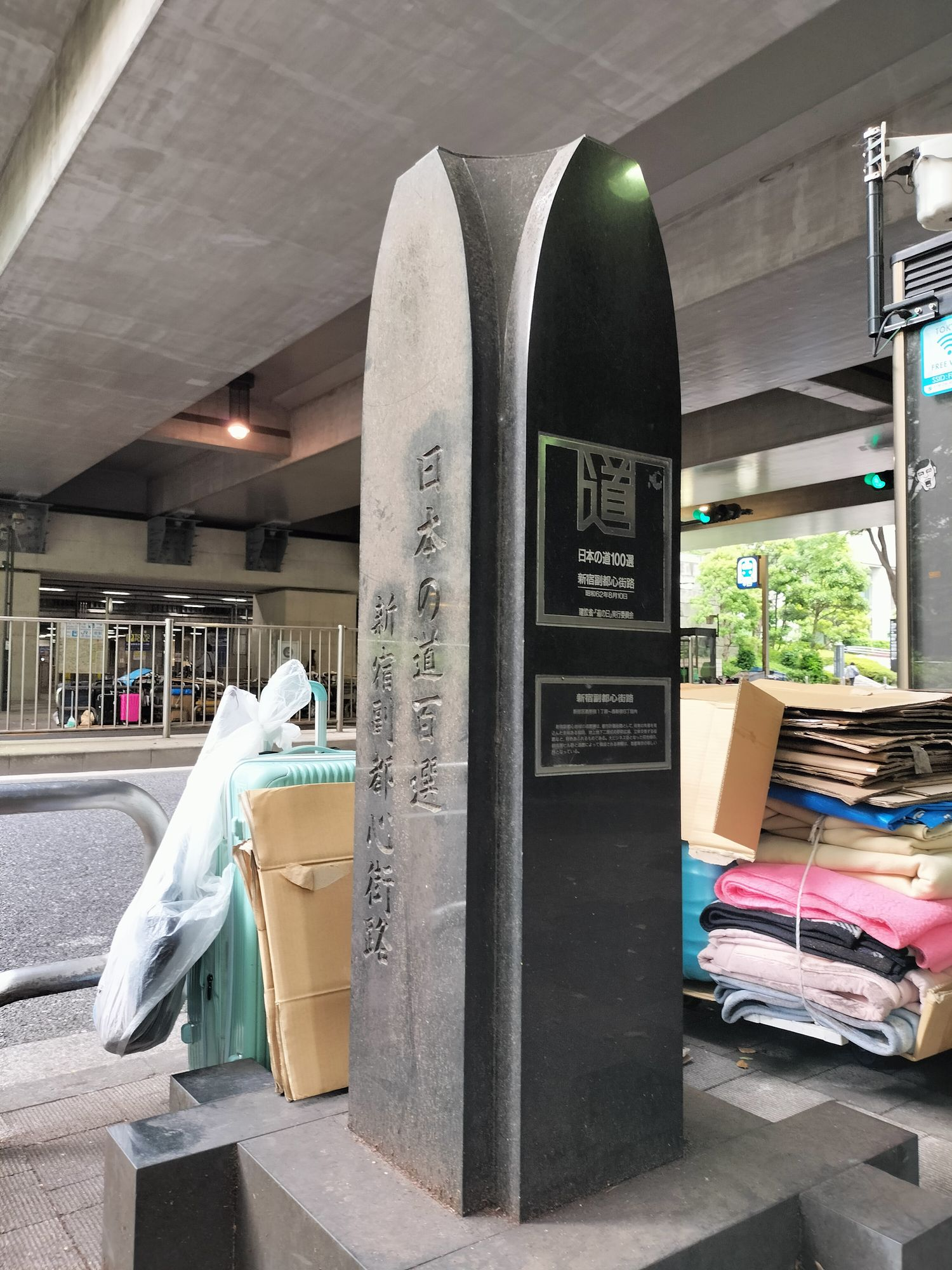
新宿副都心街路のモニュメント